# Simeon Woods Richardson
Simeon Woods Richardson (Sugar Land, Texas, 27 de septiembre de 2000), es un jugador profesional estadounidense de béisbol que se desempeña en la posición de lanzador en Minnesota Twins, equipo de las Grandes Ligas de Béisbol (MLB).

## Carrera
En 2022, Richardson hizo su debut en la MLB con el equipo Minnesota Twins, donde lleva jugando tres temporadas.